# Ferdinand Loll
Ferdinand Robert Hermann Loll (* 8. März 1910 in Rixdorf; † 5. August 1986 in Ost-Berlin) war ein deutscher Widerstandskämpfer gegen den Nationalsozialismus und Polizeioffizier der DDR.

## Leben
Ferdinand Loll, von Beruf Expedient, wurde in jungen Jahren Angehöriger des RFB und 1928 Mitglied der KPD. Nach einem Zusammenstoß mit SA-Angehörigen im Oktober 1931 soll er an einer Demonstration vor einem SA-Sturmlokal in der Neuköllner Richardstraße beteiligt gewesen sein, bei dem der Wirt des Lokals zu Tode kam und ein SA-Mann nach Schüssen auf das Lokal schwer verletzt wurde.  
Nach der Machtergreifung durch die Nationalsozialisten wurde der Fall Loll im „Neuköllner Kommunistenprozess“ bzw. „Richardstraßen-Prozess“ von 1935 neu aufgerollt. 1936 wurde Loll zu 14 Jahren Zuchthaus verurteilt; er verbüßte seine Strafe im Zuchthaus Brandenburg-Görden und wurde auch für Kanal- und Deichbauarbeiten im Außenlager Abbendorf bei Havelberg eingesetzt.
Nach seiner Befreiung trat Loll 1945 in die Deutsche Volkspolizei (DVP) ein. Nach dem Aufbau einer Deutschen Verwaltung des Innern (DVdI) ab August 1946 und der Eingliederung der bisher der Deutschen Zentralverwaltung für Verkehr (DZVV) unterstehenden Bahnpolizei am 15. Oktober 1946 als selbstständige Abteilung „Eisenbahn- und Wasserpolizei“ in die DVdI wurde er zum Leiter dieser Abteilung berufen. Im Zusammenhang mit dem Befehl Nr. 2 des Präsidenten der DVdI, Kurt Fischer, wonach ungeeignetes Personal aus der Bahnpolizei zu entfernen sei, wurde Loll in der zweiten Jahreshälfte 1949 von seinem Posten entfernt und Otto Auerswald als sein Nachfolger eingesetzt. Loll, der damals den Rang eines Chefinspekteurs (Generalmajor) innehatte, wurde zum VP-Kommandeur (Oberstleutnant) degradiert, blieb aber weiter Mitarbeiter des Ministeriums des Innern der DDR in Berlin und wurde später zum Oberst der VP befördert. 
Er wohnte zuletzt in Berlin-Adlershof. Loll starb im Alter von 76 Jahren und wurde auf dem Zentralfriedhof Berlin-Friedrichsfelde in der VdN-Anlage beigesetzt.

## Auszeichnungen
- 1956 Vaterländischer Verdienstorden in Bronze und 1985 in Gold
- 1958 Medaille für Kämpfer gegen den Faschismus 1933 bis 1945